# Gallocanta

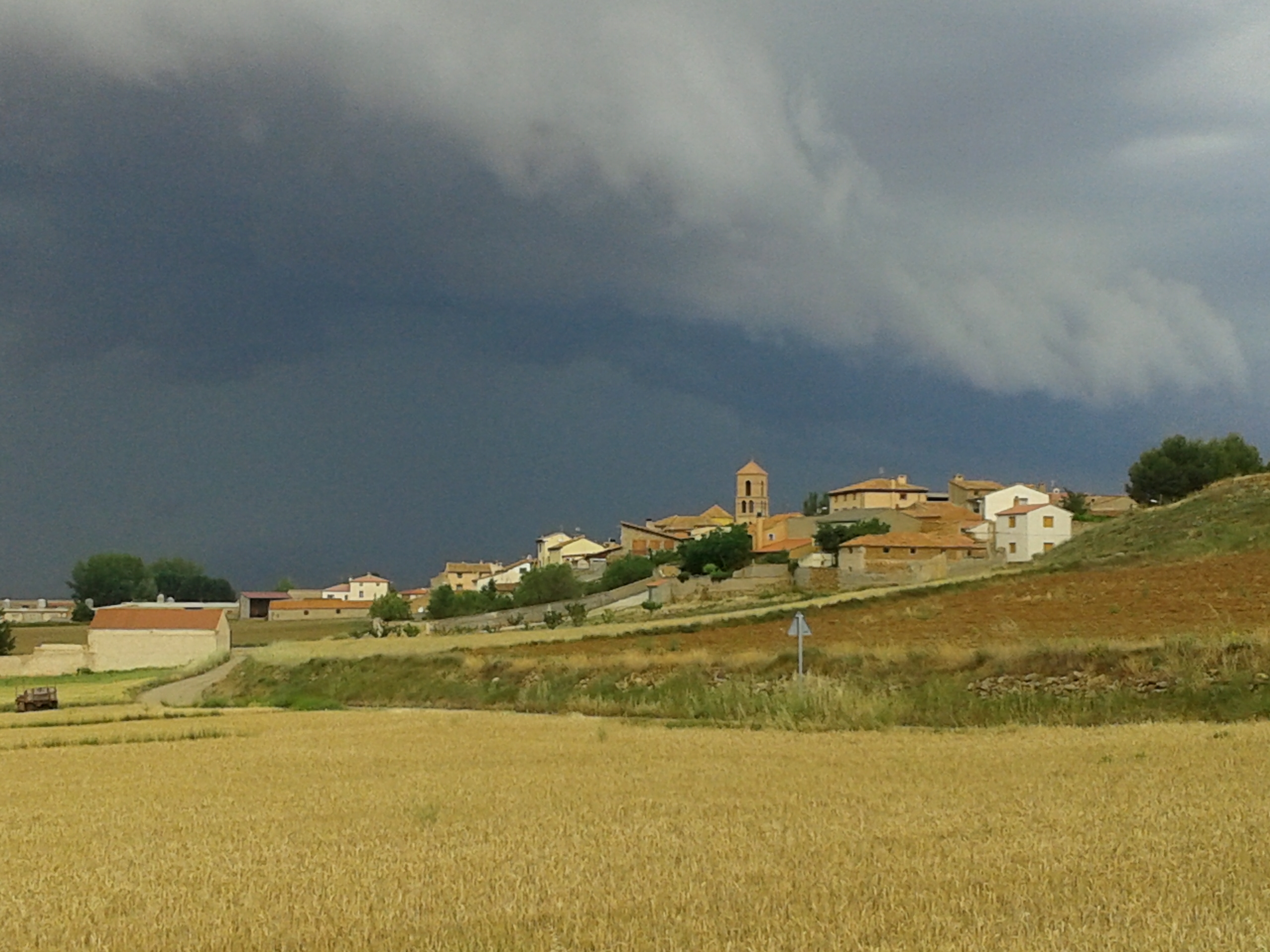
El pueblo de Gallocanta visto desde la laguna

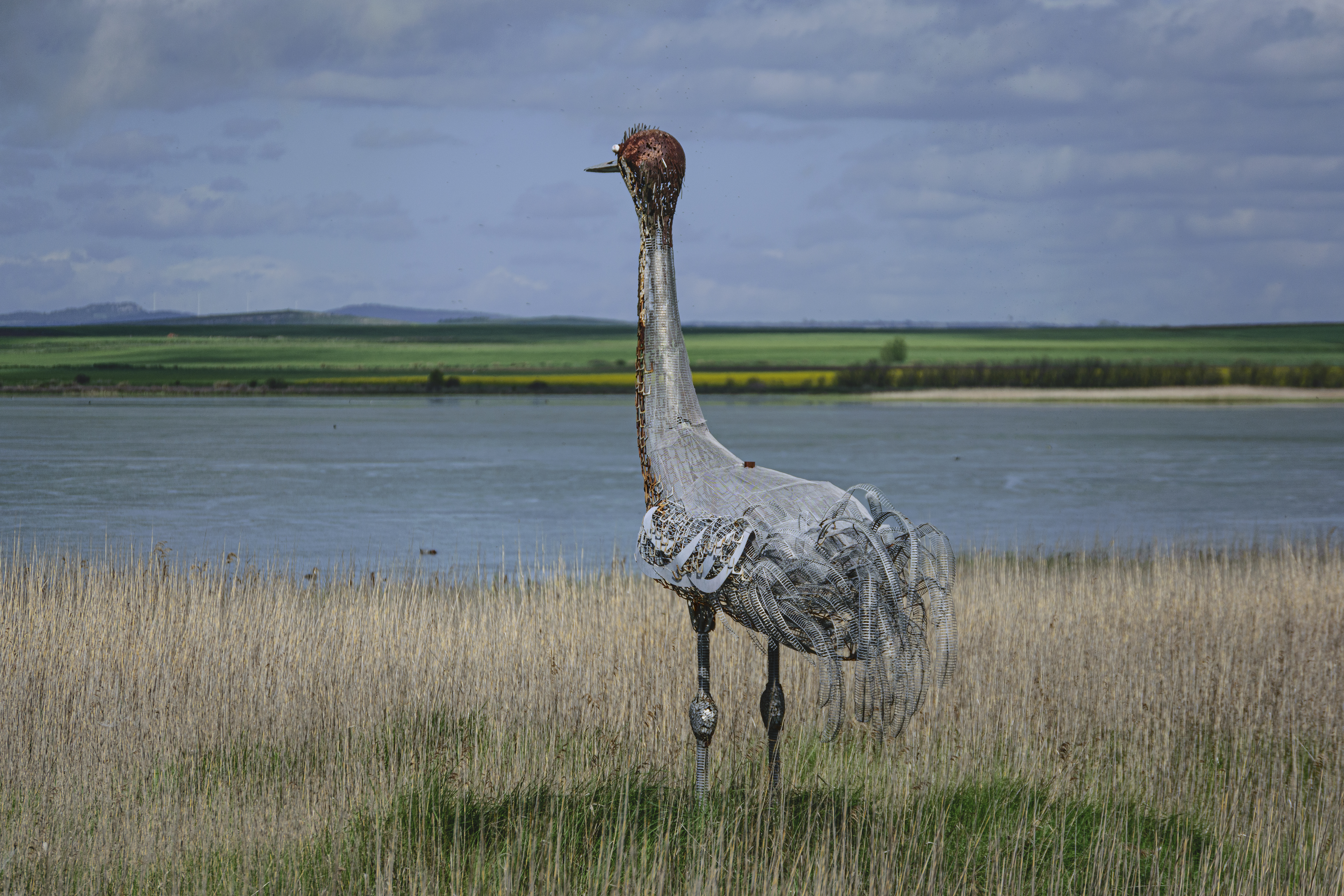
Laguna de Gallocanta con escultura de una grulla

Gallocanta es una población española de la comarca del Campo de Daroca, provincia de Zaragoza en la comunidad autónoma de Aragón, a unos 300 metros de la laguna de Gallocanta.

## Geografía
Se encuentra situado a 106 km al suroeste de la capital de Aragón, en la comarca del Campo de Daroca, muy cerca del límite provincial con Teruel, a 1011 m de altitud.
Parte de su término municipal está ocupado por la Reserva natural dirigida de la Laguna de Gallocanta.

### Laguna
La laguna de Gallocanta se encuentra en medio del sistema Ibérico, en una planicie a 1000 m s. n. m.
Tiene un área de 14,4 km², con una anchura máxima de 2,8 km por 7,7 km de largo. Con una capacidad máxima de 5 hm³, la profundidad de sus aguas suele ser de 45-50 cm, aunque en época de aguas altas puede llegar hasta los 2 m.
Se trata de un humedal único en España debido a su riqueza biológica y a su capacidad para albergar gran cantidad de aves.
Su localización estratégica hace que cada año aves como patos buceadores y fochas utilicen la laguna como punto de invernada, como localidad de paso o se establezcan para la cría.
Además, cada año la laguna de Gallocanta se convierte en un punto estratégico para las grandes concentraciones de grullas comunes que emigran en invierno hacia latitudes más cálidas. Situación favorecida por la disponibilidad de hábitat y por los recursos alimenticios que este humedal brinda a sus huéspedes zancudos y que ha convertido a la laguna de Gallocanta en uno de los enclaves españoles más importante para la grulla común.
En 1987 la laguna de Gallocanta fue declarada Zona de Especial Protección para las Aves (ZEPA) y desde 1994 aparece en el listado de humedales de importancia internacional.
Estamos ante un espacio que merece y debe ser cuidado y respetado.
[Datos obtenidos de  (Página web del Exmo. Ayto. de Gallocanta.]
En febrero de 2010 se abrió un Centro de Interpretación de la Laguna de Gallocanta en la localidad, con una exposición permanente en su interior y un mirador orientado hacia la laguna, desde donde se puede contemplar la riqueza natural de este privilegiado enclave.

## Historia
Los vestigios más antiguos de ocupación humana en el municipio de Gallocanta corresponden a la Edad de Bronce (Antiguo), con elementos cerámicos y de sílex. De épocas posteriores se pueden reseñar los restos celtíberos de muros de grandes piedras hallados dentro del casco urbano, en la misma zona que en años medievales ocuparía el castillo.
Por lo demás, apenas existen datos del devenir de estas tierras hasta su conquista por Alfonso I el Batallador, hacia 1120. A partir de esa fecha pasaron a formar parte del señorío de Daroca. Durante más de cien años Gallocanta fue considerada como un mero barrio de Daroca, hasta que en 1248 Jaime I concedió un privilegio por el que se constituyó la Comunidad de Aldeas de Daroca. Dentro de la Comunidad de Aldeas, Gallocanta dio nombre a uno de sus distritos administrativos; la Sesma del Campo de Gallocanta, que englobaba todas las aldeas de la comunidad ubicadas en la cuenca de la laguna, salvo Tornos, y algunas más a ambos lados del Jiloca.
La primera vez que se cita en un documento el nombre de Gallocanta es en 1205, cuando el obispo de Zaragoza, Raimundo de Castrocol, asignó a las iglesias de Daroca las rentas y diezmos de gran parte de las aldeas que dependían de ella.
Al estar en primera línea fronteriza, la zona de la laguna desempeñó un papel relevante durante la Edad Media en las guerras que enfrentaron a Aragón y a Castilla. El castillo de Gallocanta, mantenido a expensas de los propios aldeanos, estaba ubicado en un altozano dentro del pueblo y con muy buena visibilidad desde casi toda la cuenca de la laguna. Hoy en día no quedan casi restos del mismo, ya que fue desmantelado y su piedra reutilizada en otras edificaciones. Se pueden ver algunos de sus sillares en construcciones próximas a su ubicación original y en los muros de la iglesia.
La primitiva aldea, que contaba con un molino documentado desde antes de 1333, se extendería por los alrededores del castillo, barrio que hoy se denomina de San Andrés y donde se ubicaba el cementerio, que tendría una iglesia aneja. El casco urbano se fue extendiendo hacia el oeste, por la calle de San Pedro, de tal forma que se llega a urbanizar la zona entre el castillo y la actual iglesia parroquial, construida en el siglo XVIII al lado de un pequeño cementerio. Así, el centro neurálgico de la localidad pasa a ser la zona de la plaza, donde se ubicaban la mayoría de los servicios públicos, la herrería, el edificio del concejo y las escuelas. La calle Mayor, por donde discurre la carretera que atraviesa el pueblo, fue, con posterioridad, la arteria principal que articulaba el urbanismo de la localidad. La última zona de crecimiento del casco urbano tradicional de Gallocanta sería la parte construida al norte de la calle Mayor, cuyo mayor exponente sería el barrio del Rabal o Arrabal.

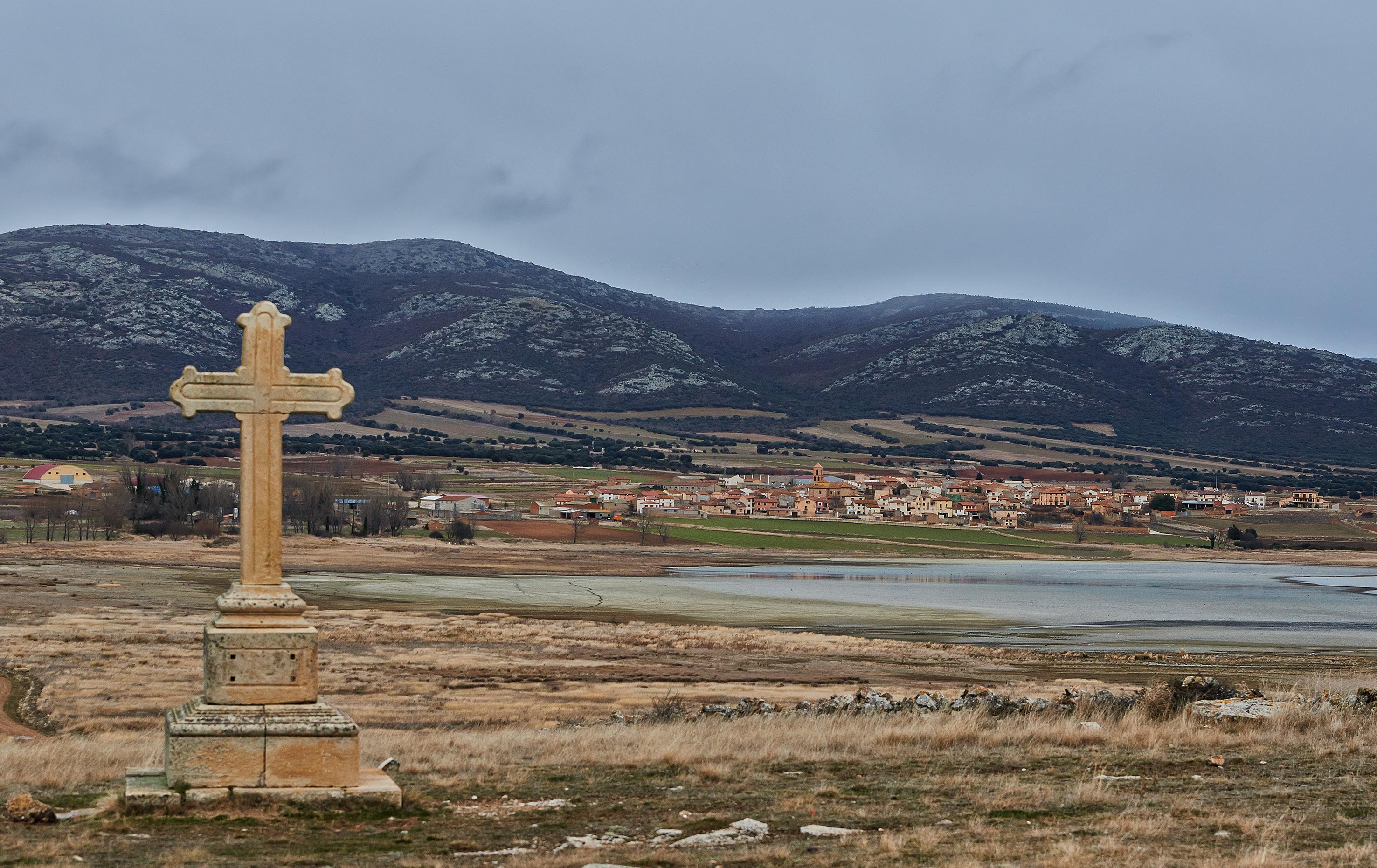
Vista general de Gallocanta con la laguna delante

## Demografía
Gallocanta cuenta con una población de 133 habitantes (INE 2024).
| Gráfica de evolución demográfica de Gallocanta entre 1842 y 2021                                                    |
| |
| Población de derecho según los censos de población del INE Población de hecho según los censos de población del INE |

## Administración y política
| Período   | Alcalde                       | Partido |  |
| --------- | ----------------------------- | ------- |  |
| 1979-1983 | José Antonio Miguel Visiedo   | UCD     |  |
| 1983-1987 |                               |         |  |
| 1987-1991 |                               |         |  |
| 1991-1995 |                               |         |  |
| 1995-1999 |                               |         |  |
| 1999-2003 |                               |         |  |
| 2003-2007 |                               | PSOE    |  |
| 2007-2011 |                               | PSOE    |  |
| 2011-2015 |                               | PAR     |  |
| 2015-2019 | José Antonio Miguel Ballestín | PSOE    |  |
| 2019-     | Raquel Pardos Ballestín       | PP      |  |

| Partido político    | Partido político                                   | 2003   | 2007   | 2011   | 2015   |
| Partido político    | Partido político                                   | Ediles | Ediles | Ediles | Ediles |
|                     | Partido de los Socialistas de Aragón (PSOE-Aragón) | 4      | 3      | 2      | 5      |
|                     | Partido Aragonés (PAR)                             | 1      | 1      | 3      | —      |
|                     | Partido Popular de Aragón (PP)                     | —      | 1      | —      | —      |
|                     | Chunta Aragonesista (CHA)                          | —      | —      | —      | —      |
|                     | Izquierda Unida (IU)                               | —      | —      | —      | —      |
| Total de concejales | Total de concejales                                | 5      | 5      | 5      | 5      |

## Patrimonio
Al llegar al pueblo, procedente de Daroca, puede verse la fuente con los huertos y la ermita de la Soledad. En el centro del caserío se sitúa la iglesia de San Pedro y el Museo de las Aves.
Junto a la laguna encontramos la ermita de la Virgen del Buen Acuerdo, lugar de encuentro para muchos pueblos de la cuenca.
Esta población guarda en su término una Cruz y dos peirones: los Santos (Fabián y Sebastián) y Santa Bárbara.

### Iglesia de San Pedro
La planta es rectangular; en este rectángulo se incluye la torre, en el lado de la epístola, y la sacristía en el del evangelio. Tiene tres naves, las laterales la mitad de anchas y altas que la central; ésta consta de tres tramos, con coro alto a los pies, crucero que no sobrepasa la anchura de las laves laterales, y por tanto sólo es apreciable en altura, y cabecera rectangular; ésta, como ya se sobreentiende por lo anteriormente expuesto, se encuentra entre la sacristía y la torre. Las tres naves se cubren con bóvedas de lunetos sobre pilastras corintias, y el crucero con cúpula sin tambor y sin linterna. En la iglesia destacan los volúmenes del crucero con la cúpula, así como los que conforman la sencilla fachada con puerta en arco de medio punto con grandes dovelas. Está orientada al norte. En conjunto parece obra de finales del siglo XVII y principios del XVIII. La fecha del final de la obra y consagración de la iglesia bien pudiera ser la que aparece grabada en un sillar de la fachada y otras piedras de la cebadera: 1735. En la última restauración se recreció la torre hasta alcanzar la altura de 26 metros.